# L'Effondrement (roman)
Pour les articles homonymes, voir Effondrement (homonymie).
L'effondrement est le septième roman d'Édouard Louis, paru le 4 octobre 2024 aux Éditions du Seuil, six mois après son précédent roman Monique s'évade. Ce roman reçoit le prix Les Inrockuptibles le 24 octobre 2024,.
Point final de sa fresque familiale commencée avec En finir avec Eddy Bellegueule, Edouard Louis cherche à découvrir son frère homophobe qui l'a rejeté.

## Genèse
Dans L'effondrement, Edouard Louis termine sa fresque familiale psychologique et sociologique en enquêtant sur son demi-frère du côté maternel, qui lui était si étranger.
Auprès de France Culture il déclare : « Dans Qui a tué mon père, je parlais des réformes politiques qui avaient abîmé son corps, dans Monique s'évade, j'ai parlé de l'argent nécessaire à ma mère pour fuir un homme violent. Avec L'Effondrement, il s'agissait de parler de ce que c'est de ne pas savoir. Car en commençant l'enquête sur mon frère, je me suis rendu compte que je ne savais rien de lui, et plus fondamentalement, que je pensais savoir, et que je ne savais pas. »